# Kloster Coupar Angus
Das Kloster Coupar Angus (englisch: Coupar Angus Abbey) ist ein ehemaliges Zisterzienserkloster in Schottland. Es liegt bei Coupar Angus in der zentralschottischen Council Area Perth and Kinross.

## Geschichte
Das Kloster wurde im Jahr 1162 vom schottischen König Malcolm IV. auf dem alten Königshaus von Coupar gestiftet.

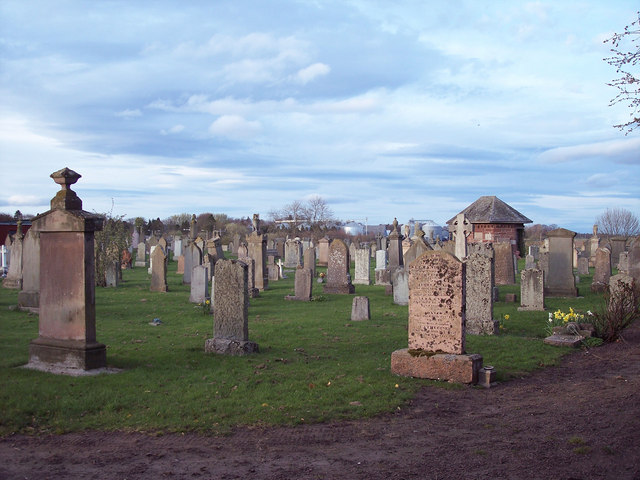
Der alte Friedhof

Kloster Coupar Angus war eine Tochtergründung von Melrose Abbey, einem Tochterkloster der Primarabtei Clairvaux.
Nach der schottischen Reformation wurde das Kloster im Jahr 1559 aufgehoben und 1606 in ein Adelsgut für James Elphinstone umgewandelt.

## Bauten und Anlage
Von dem Kloster sind nur wenige Reste erhalten, so Teile des Torhauses und Steinfragmente in der Pfarrkirche.

## Weblink
- Eintrag zu Kloster Coupar Angus in Canmore, der Datenbank von Historic Environment Scotland (englisch)